# Ina Marčiulionytė
Ina Marčiulionytė (* 31. März 1963 in Tauragnai, Rajongemeinde Utena) ist eine litauische Diplomatin und Politikerin.

## Leben
Nach dem Abitur 1980 an der Eugenija-Šimkūnaitė-Mittelschule absolvierte sie 1986 das Diplomstudium der litauischen Sprache und Literatur an der Universität Vilnius.
Von 1986 bis 1988 arbeitete sie in der Rajongemeinde Šalčininkai.
Von 1999 bis 2003 war sie Vizeministerin am Kultusministerium Litauens. Von 2003 bis 2010 war sie Botschafterin an der UNESCO.
Ab 2011 war sie Departamentsdirektorin am Außenministerium Litauens.
Nach einer Periode als Botschafterin Litauens in China, Thailand, Korea, Mongolei, Vietnam und Myanmar wurde sie 2020 zur Delegationsleiterin der Europäischen Union in Laos ernannt. 2024 wurde sie zur Leiterin der EU-Delegation in der Mongolei ernannt.